# Nuoto ai Giochi della XXVIII Olimpiade - 400 metri stile libero femminili

## Record
Prima di questa competizione, il record del mondo (WR) e il record olimpico (OR) erano i seguenti.
| Record mondiale | 4'03"85 | Janet Evans Stati Uniti | 22 settembre 1988 Seul, Corea del Sud |
| Record olimpico | 4'03"85 | Janet Evans Stati Uniti | 22 settembre 1988 Seul, Corea del Sud |

Durante l'evento non è stato migliorato nessun record.

## Batterie
Si sono svolte 5 batterie di qualificazione. Le prime 8 atlete si sono qualificate direttamente per la finale.

### 1ª batteria
1. Paola Duguet, Colombia 4:20.69
2. Golda Marcus, El Salvador 4:22.27
3. Pilin Tachakittiranan, Thailandia 4:23.62
4. Ozlem Yasemin Taskin, Turchia 4:24.08
5. Ivanka Moralieva, Bulgaria 4:25.92
6. Anita Galić, Croazia 4:26.09

### 2ª batteria
1. Cecilia Biagioli, Argentina 4:16.42
2. Anja Carman, Slovenia 4:17.79
3. Kristel Köbrich, Cile 4:18.68
4. Vesna Stojanovska, Repubblica di Macedonia 4:19.39
5. Janelle Atkinson, Giamaica 4:20.00
6. Rebecca Linton, Nuova Zelanda 4:21.58
7. Eun-Ju Ha, Corea del Sud 4:21.65
8. Olga Beresnyeva, Ucraina 4:26.30

### 3ª batteria
1. Camelia Potec, Romania 4:07.39 -Q
2. Ai Shibata, Giappone 4:07.63 -Q
3. Linda Mackenzie, Australia 4:08.46 -Q
4. Claudia Poll, Costa Rica 4:09.75
5. Zoi Dimoschaki, Grecia 4:13.96
6. Joanne Jackson, Gran Bretagna 4:14.89
7. Arantxa Ramos, Spagna 4:16.52
8. Kristyna Kynerova, Repubblica Ceca 4:21.12

### 4ª batteria
1. Otylia Jędrzejczak, Polonia 4:07.11 -Q
2. Rebecca Cooke, Gran Bretagna 4:08.18 -Q
3. Kaitlin Sandeno, Stati Uniti 4:08.22 -Q
4. Kalyn Keller, Stati Uniti 4:09.83
5. Éva Risztov, Ungheria 4:12.08
6. Hua Chen, Cina 4:12.67
7. Erika Villaécija, Spagna 4:13.03
8. Daria Parshina, Russia 4:18.24

### 5ª batteria
1. Laure Manaudou, Francia 4:06.76 -Q
2. Sachiko Yamada, Giappone 4:09.10 -Q
3. Simona Păduraru, Romania 4:10.39
4. Hannah Stockbauer, Germania 4:10.46
5. Elka Graham, Australia 4:11.67
6. Jiaying Pang, Cina 4:11.81
7. Brittany Reimer, Canada 4:12.33
8. Monique Ferreira, Brasile 4:13.75

## Finale
1. Laure Manaudou, France 4:05.34
2. Otylia Jędrzejczak, Polonia 4:05.84
3. Kaitlin Sandeno, Stati Uniti 4:06.19
4. Camelia Potec, Romania 4:06.34
5. Ai Shibata, Giappone 4:07.51
6. Sachiko Yamada, Giappone 4:10.91
7. Linda Mackenzie, Australia 4:10.92
8. Rebecca Cooke, Gran Bretagna 4:11.35